# Королевская военная полиция Великобритании
Королевская военная полиция Великобритании, также известная как просто Королевская военная полиция (англ. Royal Military Police, сокращённо RMP) — род войск в составе Британской армии, выполняющий обязанности по поддержанию законности и правопорядка в местах дислокации воинских формирований Британской армии. Наряду с королевской полицией ВВС и королевской полицией ВМФ входит в структуру военной полиции вооружённых сил Великобритании, которая занимается исполнением функций как на территории Великобритании, так и за границей на британских военных базах и в местах проведения учений и боевых операций.
Предпосылки к появлению военной полиции как рода войск в Англии появились ещё в XIII веке с учреждением должности, известной как «провост-маршал» (англ. provost marshal), которой в английском языке ныне называют начальника военной полиции вооружённых сил государства. Формально военная полиция в Великобритании появилась в 1877 году, когда был образован корпус Конной военной полиции (англ. Military Mounted Police), а в 1885 году был образован и корпус Пешей военной полиции (англ. Military Foot Police), которые де-факто действовали как единая организация. В 1926 году их объединили в Корпус военной полиции (англ. Corps of Military Police, сокращённо CMP). 28 ноября 1946 года в знак признания заслуг корпуса во Второй мировой войне он был переименован в Корпус королевской военной полиции (англ. Corps of Royal Military Police). С 1992 года Королевская военная полиция входит в так называемый Адъютантский корпус.
Младшие офицеры военной полиции проходят обучение в учебном центре в местечке Пёрбрайт, а далее поступают в Оборонную школу полицейской и охранной службы (DSPG), ранее известную как Оборонный колледж полицейской и охранной службы (англ. Defence College of Policing and Guarding, сокращённо DCPG). Традиционное прозвище Королевской военной полиции — «красные береты» (англ. Redcaps), данное по цвету беретов их полевой формы и околышей фуражек. Полковой марш — «The Watchtower» или «Hoch Heidecksburg» (марш германской армии, написанный в 1912 году Рудольфом Херцером).
Девиз — «Ведём вперёд своим примером» (англ. Exemplo Ducemus).

## История
Должность «провост-маршал» (англ. Provost Marshal), которая в современном английском означает «начальник военной полиции», восходит к XIII веку. Изначально этим термином называли подчинённого графа-маршала. В 1685 году должность генерального провост-маршала (англ. Provost Marshal General) была учреждена на постоянной основе. В 1813—1814 и 1815—1818 годах в Британской армии существовала Кавалерийская штабная служба, которая может считаться первым подразделением военной полиции Великобритании и предшественником Королевской военной полиции как таковой.
В 1877 году была образована Конная военная полиция (англ. Military Mounted Police), в 1885 году — Пешая военная полиция (англ. Military Foot Police). Во время Первой мировой войны общая численность военных полицейских выросла с 508 человек до более чем 25 тысяч. В марте 1915 года в ходе битвы при Нев-Шапель части Военной полиции несли службу не в качестве отдельных подразделений, а уже как единое целое. 27 февраля 1926 года после объединения Конной и Пешей военной полиции был сформирован Корпус военной полиции (англ. Corps of Military Police).
В годы Второй мировой войны численность личного состава Военной полиции выросла с 4121 до более чем 50 тысяч человек, распределённых по нескольким подразделениям:
- Отдел специальных расследований[англ.] (англ. Special Investigation Branch, сокращённо SIB). Образован в 1940 году на основе 19 детективов Службы столичной полиции, переведённых в ряды Британской армии и участвовавших в битве за Францию. В дальнейшем отдел был значительно расширен: в его составе появились секции, действовавшие как в Великобритании, так и на заморских территориях. Благодаря Отделу в структуре Корпуса военной полиции появился департамент уголовных расследований, который занимался расследованием особо тяжких преступлений (в том числе убийств) и борьбой против организованной преступности.
- Военно-полицейское крыло (англ. Provost Wing). Непосредственно занималось полицейской деятельностью. Военно-полицейские роты были включены в структуру штабов командования пехотных, бронетанковых и воздушно-десантных дивизий, а также на уровне корпусов и армий и в составе отдельных бригад. С 1942 года формировались «портовые роты военной полиции» (англ. Ports Provost Companies), которые занимались обеспечением безопасности в портах и доках. Они представляли собой объединение военно-полицейских частей и «крыльев уязвимых пунктов» (англ. Vulnerable Section Points).
- Крыло уязвимых пунктов (англ. Vulnerable Points Wing, сокращённо VP). Каждая рота этого крыла называлась сокращённо VP Coy. Крыло появилось в 1941 году и занималось обеспечением безопасностью конкретных объектов и локаций. Служивших там полицейских прозвали «синими шапками» (англ. blue caps) по цвету околыша на фуражке — Оксфордскому синему (англ. Oxford blue). Изначально они должны были нести службу в составе гарнизонных частей, но позже были переведены в Северо-Западную Европу, где занимались охраной лагерей военнопленных и других учреждений. В конце войны роты были расформированы, но в разном виде восстанавливались с 1950 по 1961 годы в составе Вспомогательного резерва (англ. Supplementary Reserve) или Экстренного армейского резерва (англ. Army Emergency Reserve).
- Крыло дорожного движения (англ. Traffic Control Wing, сокращённо TC). Каждая рота этого крыла называлась сокращённо TC Coy. Крыло появилось в 1941 году и несло службу в Великобритании, обеспечивая безопасность дорожного движения и тем самым облегчив работу Военно-полицейскому крылу[b]. Роты этого крыла несли службу на Ближнем Востоке, в Италии и Северо-Западной Европе. Крыло было расформировано в 1946 году.
- Крыло полевой безопасности (англ. Field Security Wing). Образовано в 1937 году. Личный состав носил фуражки с околышем Линкольнского зелёного цвета[англ.], такого же цвета нарукавными повязками и надписями FSP (Field Security Police). На головных уборах полицейские носили традиционную кокарду Корпуса военной полиции, но на ленте внизу кокарды надпись MILITARY POLICE стиралась. В июле 1940 года крыло вошло в состав Разведывательного корпуса[англ.].

В ноябре 1946 года Георг VI в знак признания заслуг Корпуса военной полиции в обеих мировых войнах присвоил ему название «Королевский» (англ. Royal), в связи с чем корпус стал носить полное название Корпус Королевской военной полиции (англ. The Corps of Royal Military Police), которое чаще сокращалось до названия «Королевская военная полиция» (англ. Royal Military Police) или аббревиатуры RMP. С 1969 года Корпус участвовал в мероприятиях по поддержанию общественной безопасности в Северной Ирландии во время бушевавшего конфликта католиков и протестантов.
В 1950 году, уже после завершения Второй мировой войны в структуре Королевской военной полиции было восстановлено конное подразделение, расквартированное в Олдершоте. Его роль предусматривала патрулирование в тех районах, где было невозможным передвижение колёсного транспорта, а также участие в разных церемониях в качестве церемониальной части — хранителя традиций, восходивших ещё к XIX веку. К 1995 году личный состав конного подразделения был сокращён до 20 человек, а в 1995 году оно было окончательно расформировано.
6 апреля 1992 года Королевская военная полиция вошла в состав Адъютантского корпуса, под командованием которого было сформировано подразделение военной полиции корпуса, существовавшее наряду с Корпусом охранно-полицейской службы (англ. Military Provost Staff Corps) и Гвардейской службой военной полиции. Несмотря на утрату статуса отдельного рода войск, служба сохранила не только своё название, но и кокарду.

## Роль

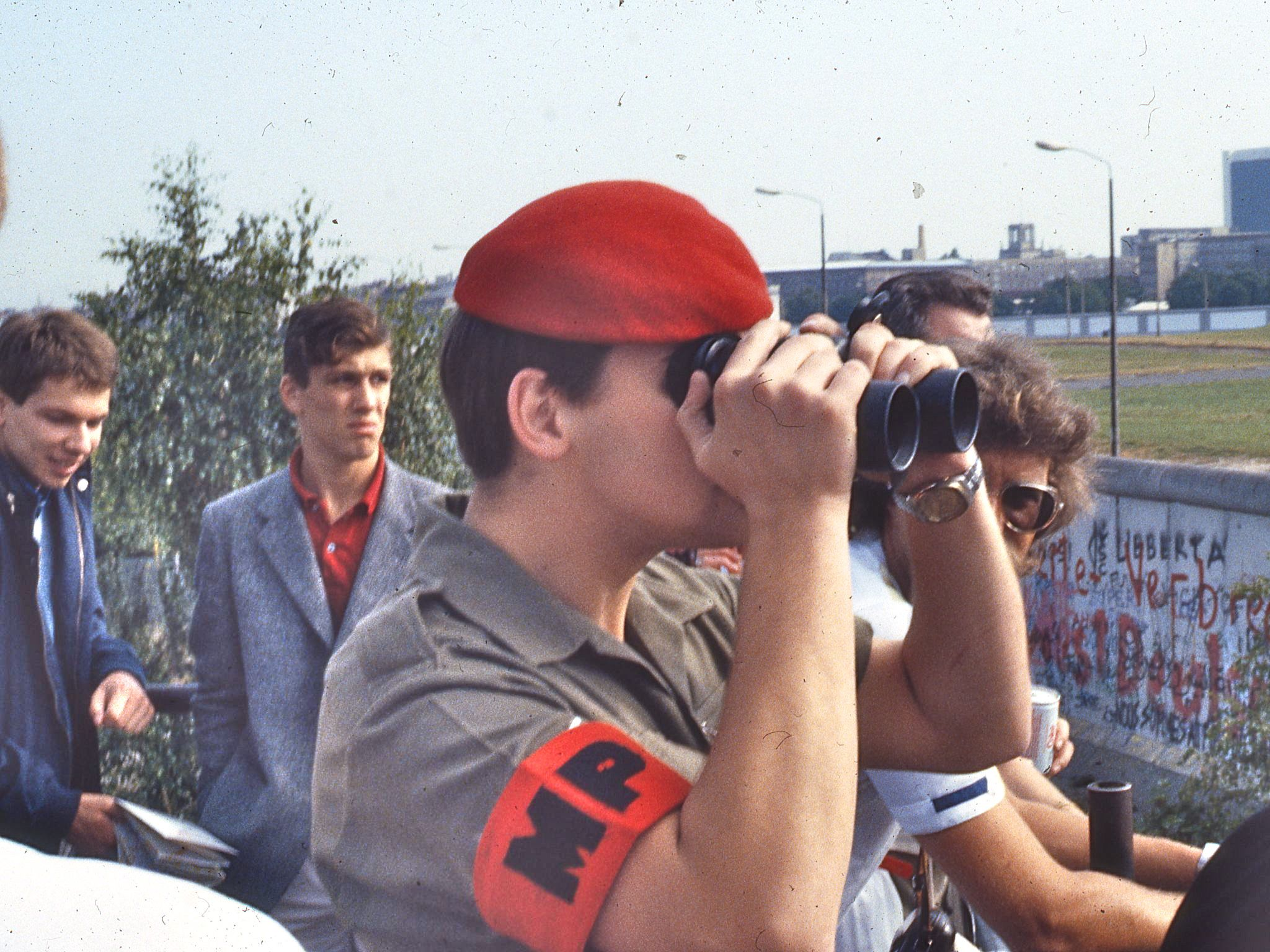
Сотрудник британской военной полиции у Берлинской стены. 1984 год

Сотрудники Королевской военной полиции обязаны поддерживать законность и правопорядок в местах дислокации воинских формирований Британской армии не только на территории Соединённого Королевства Великобритании и Северной Ирландии, но и на территориях за её пределами — в том числе на военных базах за пределами Великобритании и в зонах активных боевых действий.

### Великобритания и заморские гарнизоны
Подразделения Королевской военной полиции, находящиеся на территории Великобритании и в британских гарнизонах за пределами Британских островов, в широком смысле обеспечивают поддержание правопорядка и законности среди личного состава. Неся службу в гарнизонных городах, Королевская военная полиция также оказывает помощь территориальной полиции в городских центрах и в учреждениях, где чаще всего появляются сотрудники военной полиции. Некоторые младшие офицеры занимаются вопросами размещения семей служащих (англ. Service Family Accommodation), занимая должности сотрудников по связям с общественностью и занимаясь вопросами предотвращения преступности. В частности, при исполнении последней роли сотрудники посещают школы, где учатся дети военнослужащих. В Великобритании подобная работа выполняется при участии
Некоторым унтер-офицерам Королевской военной полиции отведены должности, работающие в комплексах по размещению служебных семей (SFA), например, офицеры по связям с общественностью и офицеры по снижению преступности. Часть этой роли включает посещение школ в зоне обслуживания SFA, куда учатся дети из семей военнослужащих. В Великобритании эта работа часто выполняется совместно с полицией министерства обороны.

### Зоны боевых действий
Королевская военная полиция обязана оказывать тактическую поддержку другим формированиям и подразделениям Британской армии в ходе военных операций. Среди ролей военной полиции выделяются:
- Расследование военных преступлений
- Сортировка и обработка доказательств при расследовании
- Разведывательное патрулирование
- Содержание задержанных под стражей
- Поисковые операции
- Поддержание правопорядка на базах
- Обучение иностранных военных и полицейских
- Обеспечение личной охраны[англ.] для высокопоставленных военных и дипломатических сотрудников в ходе операций[9][10]

## Юрисдикция

### Великобритания

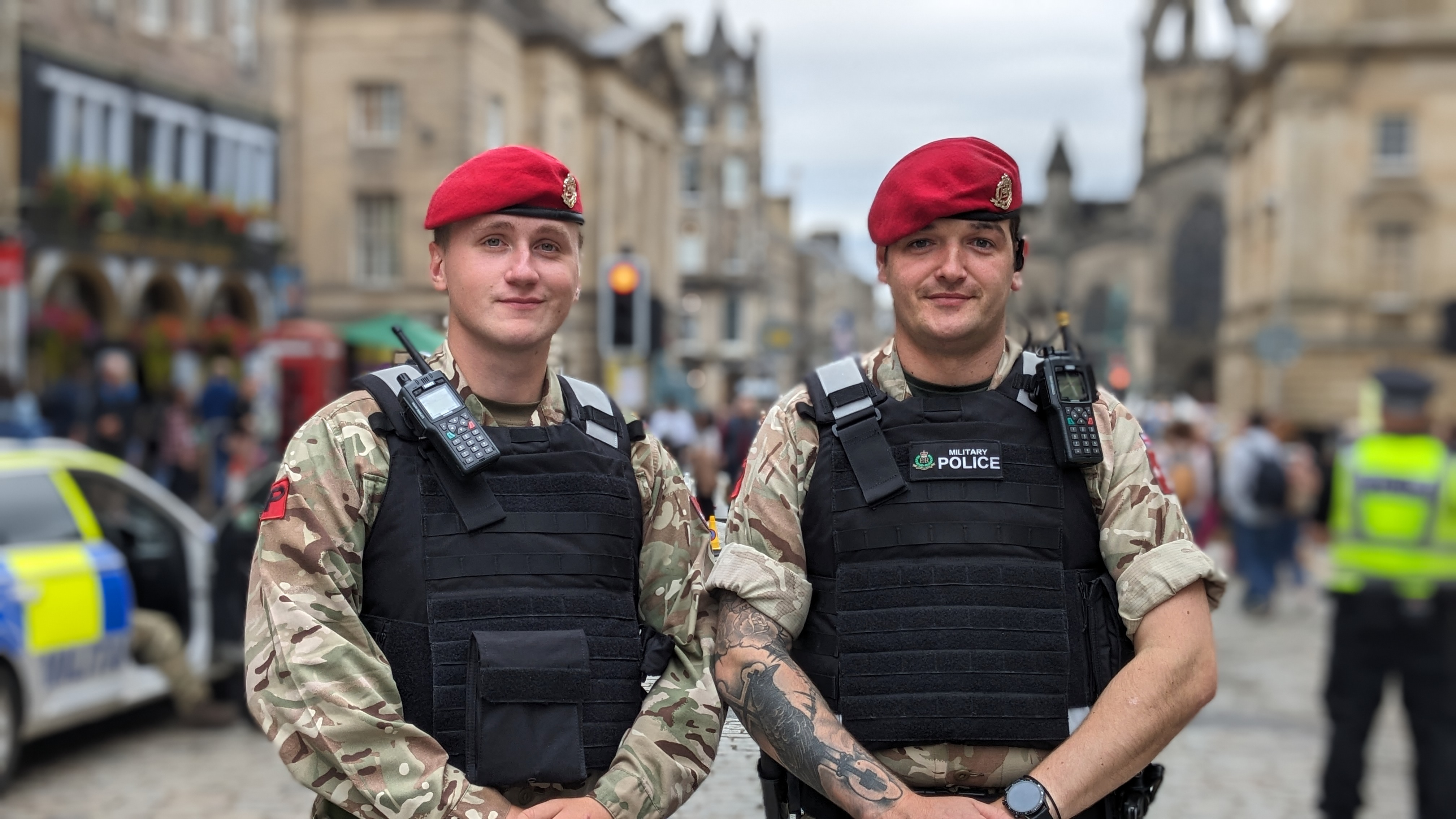
Сотрудники Королевской военной полиции в Эдинбурге

В соответствии с британским законодательством сотрудники Королевской военной полиции не являются полицейскими констеблями и не имеют никаких специфических полномочий в отношении гражданских лиц, разбирая только нарушения закона со стороны военнослужащих. Проверкой Королевской военной полиции занимается Инспекция Его Величества. В то же время в соответствии с некоторыми военными подзаконными правовыми актами сотрудники имеют право давать обоснованные законодательством указания и предписания гражданским лицам, находящимся на земле, принадлежащей Министерству обороны. В частности, у них могут быть полномочия регулировать транспортное и пешеходное движение, закрывать или ограничивать доступ к определённым объектам, а также сопровождать граждан до границы земли, принадлежащей Министерству обороны. Полномочия в каждом случае регулируются индивидуальными нормативными актами.
Сотрудник Королевской военной полиции в соответствии с Актом о Вооружённых силах Великобритании 2006 года может арестовать любого британского поданного, который, по мнению сотрудника, является военнослужащим британских вооружённых сил и подозревается в совершении какого-либо преступления или правонарушения вне зависимости от того, был ли нарушен гражданский или военный закон. Для осуществления своих полномочий полицейскому не обязательно на находиться на территории, принадлежащей Министерству обороны. Королевская военная полиция также может осуществлять свои полномочия в отношении военнослужащих Королевского военно-морского флота и Королевских военно-воздушных сил. В свою очередь, сотрудники королевской полиции авиации и флота могут арестовывать военнослужащих Британской армии.

### Заграница

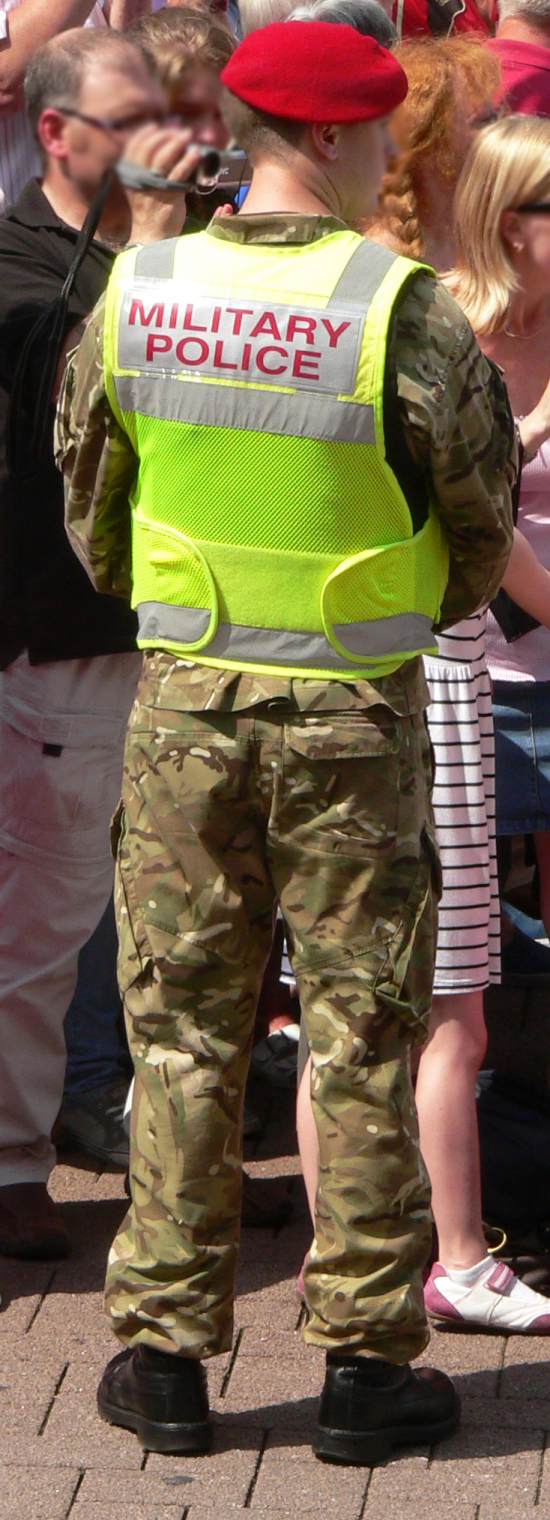
Сотрудник Королевской военной полиции на службе в Германии

Сотрудники Королевской военной полиции исполняют свои обязанности по поддержанию правопорядка и обеспечению безопасности и при несении службы за пределами Великобритании. Они могут осуществлять свои полномочия в отношении гражданских лиц, подчиняющихся воинской дисциплине, в том числе лиц, находящихся на иждивении у военнослужащих, и зарубежных подрядчиков, спонсируемых британской армией.
В соответствии с соглашением о статусе сил юрисдикция Королевской военной полиции, несущей службу в Германии, распространяется на британских военнослужащих и членов их семей, подрядчиков Министерства обороны Великобритании и NAAFI. Полиция Германии может вмешиваться только в случае затрагивания интересов гражданина Германии.

## Снаряжение
Сотрудники Королевской военной полиции при исполнении основных обязанностей могут телескопические полицейские дубинки, наручники Hiatt и рации Airwave. Также полиция использует информационную систему HOLMES 2 (сокращение от Home Office Large Major Enquiry System). В качестве транспорта ими используются автомобили разных марок и типов.

Автомобили Королевской военной полиции
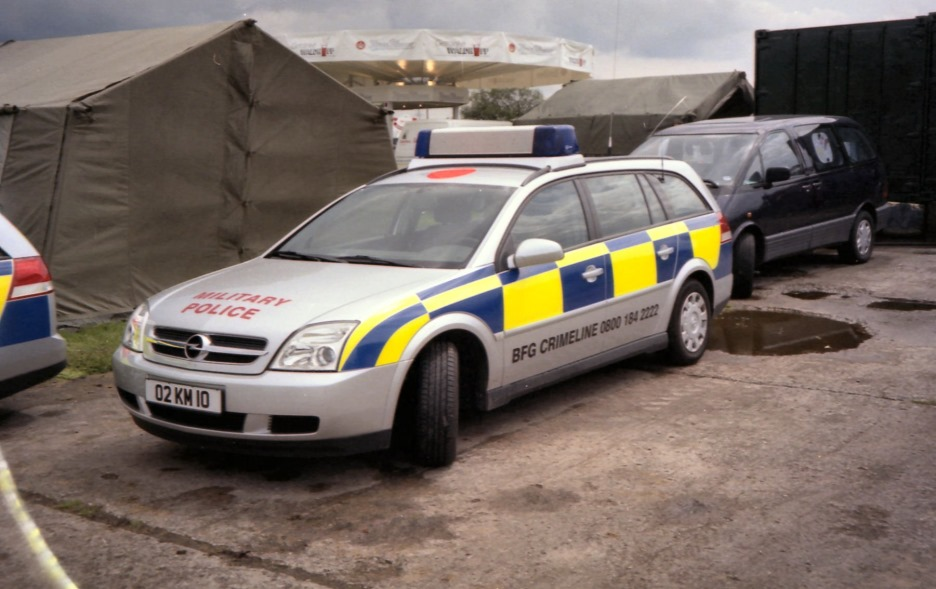
Opel Vectra, Германия
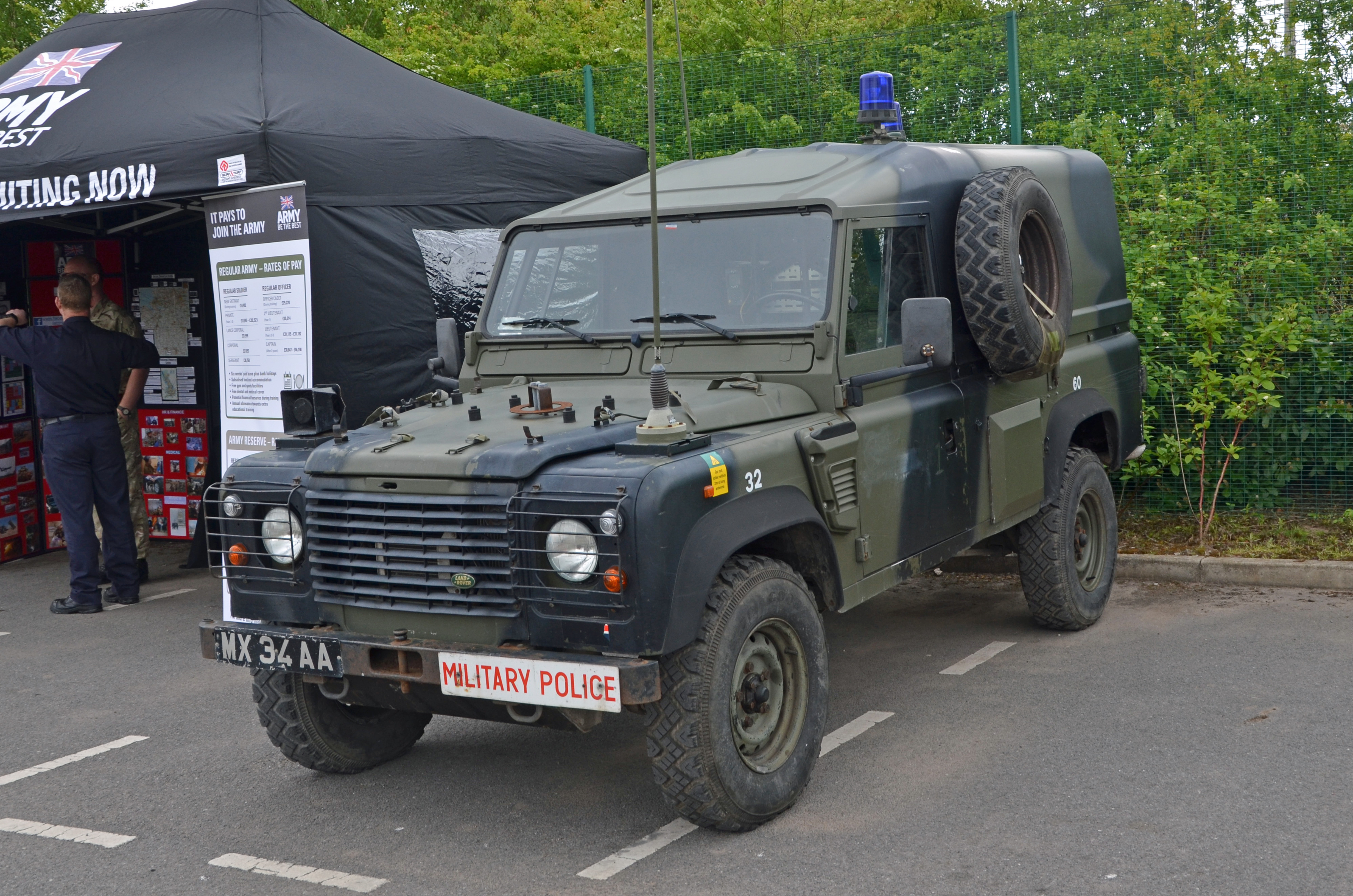
Land Rover Defender
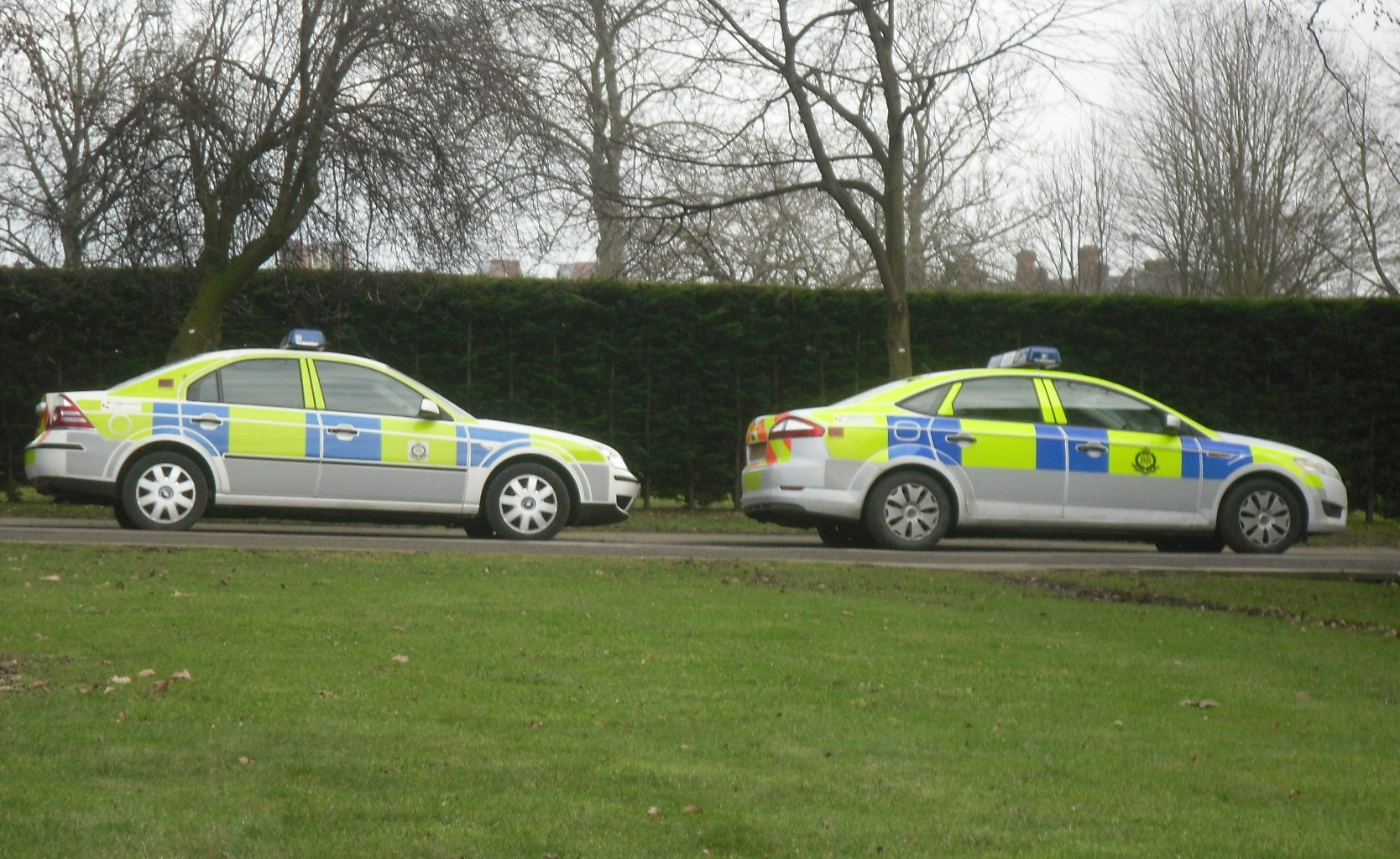
Два экземпляра Ford Mondeo, 2010 год
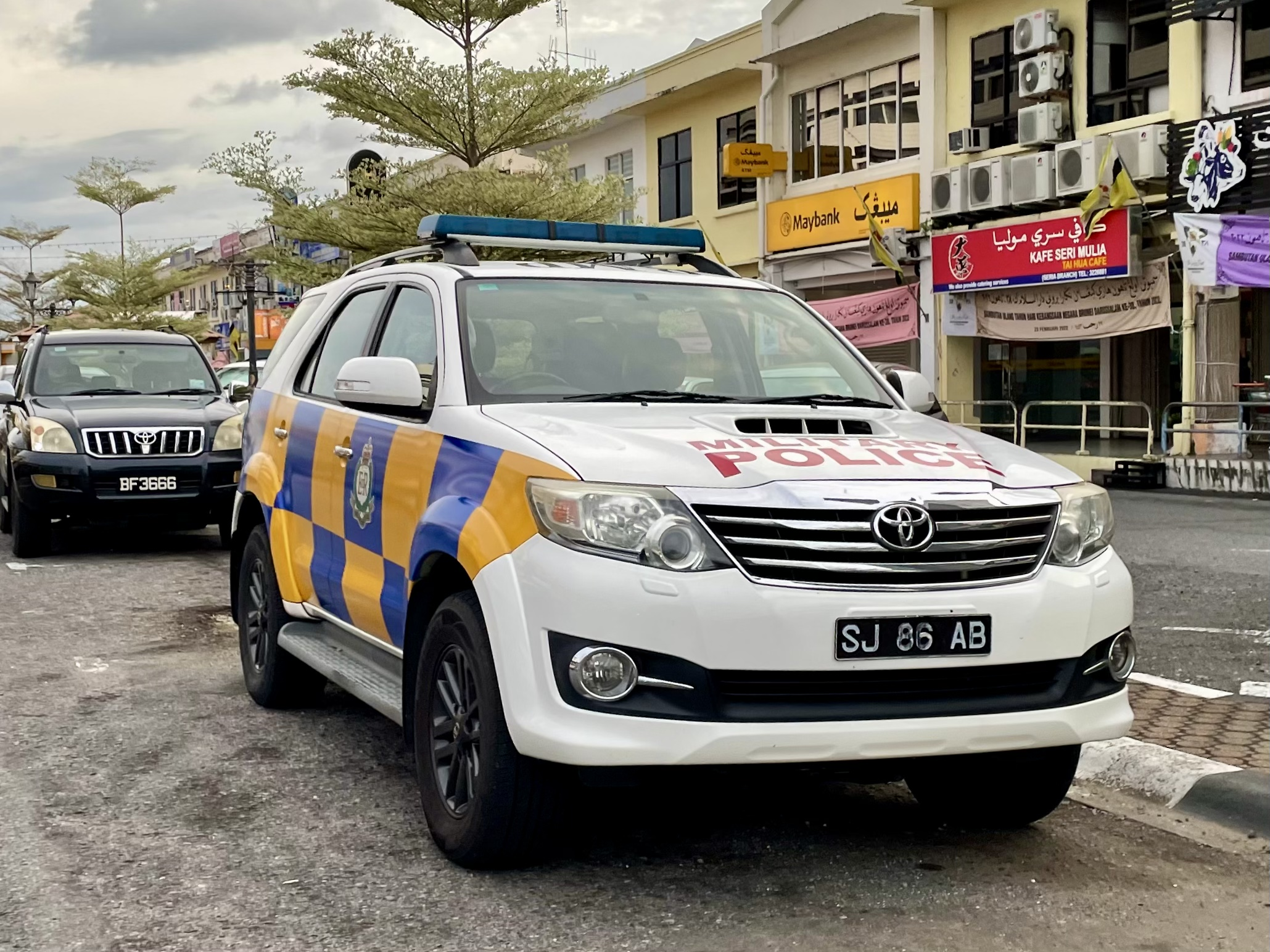
Toyota в городе Сериа, Бруней

## Обучение
Старшие офицеры Королевской военной полиции проходят обучение в Королевской военной академии в Сандхерсте, как и все офицеры Британской армии. Остальные военнослужащие проходят первую фазу военной подготовки в Учебном армейском полку в Уинчестере и вторую фазу военной подготовки в Оборонной школе полицейской и охранной службы. Учебный план предусматривает освоение военными полицейскими следующих законов и нормативных актов:
- Кодекс действий служебной полиции (англ. Service Police Codes Of Practice — SPCOP), изучается вместо Акта о полиции и доказательствах по уголовным делам 1984 года[англ.]
- Акт о Вооружённых силах 2006 года[англ.] (и Статус сил в составе НАТО)
- Акт о серьёзной организованной преступности и полиции[англ.] (англ. Serious Organised Crime and Police Act 2005 — SOCPA 2005)
- Женевские конвенции
- Курсы личной безопасности (англ. Personal Safety Training — PST)

## Организация
С февраля 1964 года полковая штаб-квартира Королевской военной полиции располагалась в казармах Руссильон в Чичестере (Западный Сассекс). С февраля 2007 года она располагается в Саутвик-Хаусе (Саутвик-Парк, около Портсмута, графство Гэмпшир). Она находится недалеко от Оборонной школы полицейской и охранной службы, куда 27 сентября 2005 года был переведён учебный центр. Рядом со штабом расположено также Бюро военной полиции по преступлениям, в котором работают сотрудники Королевской военной полиции, полиции ВВС и ВМФ. Также в Саутвик-Парке находится музей Королевской военной полиции.

## Командиры
Королевской военной полицией в разные годы руководили:
| Звание            | Имя командира         | Предыдущее подразделение                                                           | Начало службы  | Конец службы    |
| ----------------- | --------------------- | ---------------------------------------------------------------------------------- | -------------- | --------------- |
| Генерал           | сэр Майлз Дэмпси      | Королевский беркширский полк                                                       | 13 марта 1947  | 6 мая 1957      |
| Фельдмаршал       | сэр Джеймс Касселс    | Сифортский хайлендский полк                                                        | 7 мая 1957     | 29 февраля 1968 |
| Фельдмаршал       | сэр Джеффри Бейкер    | Королевский полк артиллерии                                                        | 1 марта 1968   | 6 марта 1971    |
| Генерал           | сэр Сесил Блэкер      | 5-й королевский иннискиллингский драгунский гвардейский полк                       | 7 марта 1971   | 22 июля 1976    |
| Генерал           | сэр Питер Ленг        | Королевский английский полк                                                        | 23 июля 1976   | 26 марта 1983   |
| Генерал           | сэр Джеймс Гловер     | Королевский полк зелёных курток                                                    | 27 марта 1983  | 31 марта 1987   |
| Фельдмаршал       | Питер Индж            | Зелёные говардцы                                                                   | 1 апреля 1987  | 31 марта 1992   |
| Генерал-лейтенант | сэр Кристофер Уоллес  | Королевский полк зелёных курток                                                    | 1 апреля 1992  | 31 марта 1999   |
| Генерал           | сэр Ричард Даннат     | Зелёные говардцы                                                                   | 1 апреля 1999  | 17 июня 2005    |
| Генерал-лейтенант | сэр Уильям Ролло      | Королевский конный гвардейский полк 1-й Его Величества драгунский гвардейский полк | 18 июня 2005   | 24 июля 2008    |
| Генерал-лейтенант | сэр Джеральд Берраган | Королевский полк артиллерии                                                        | 25 июля 2008   | 31 января 2011  |
| Генерал           | сэр Ник Картер        | Королевский полк зелёных курток                                                    | 1 февраля 2011 | 30 апреля 2014  |
| Генерал-майор     | сэр Джеймс Чизуэлл    | Парашютный полк                                                                    | 1 мая 2014     | 21 июля 2016    |
| Генерал-лейтенант | сэр Бен Батхёрст      | Валлийская гвардия                                                                 | 22 июля 2016   | н. в.           |

## Текущая структура
В состав Королевской военной полиции в настоящее время входят:
- Полицейское подразделение в Белизе[англ.]
- Полицейское подразделение в Брунее[англ.]
- Полицейское подразделение в Саффилде[англ.] (BATUS)
- Объединённое полицейское подразделение на Кипре (CJPU — базы Акротири и Декелия)
  - 1-й взвод (англ. 1 Platoon CJPU)
  - 2-й взвод (англ. 2 Platoon CJPU)
- Британский контингент — Отряд сил военной полиции (англ. Force Military Police Unit — FMPU) в составе контингента ООН UNFICYP (не в составе британских войск)
- Объединённый военно-полицейский отряд охраны (англ. Joint Service Police Security Unit — JSPSU) — Фолклендские острова. В ведении королевской полиции ВВС.
- Объединённый отряд военной полиции и охраны (англ. Joint Provost and Security Unit — JP&SU) — Гибралтар. В ведении королевской полиции ВМФ.
- Объединённый отряд военной полиции (англ. Joint Service Police Unit — JSPU) — Диего-Гарсия, Британская территория в Индийском океане.
- SHAPE/AFNORTH RMP — Верховное главнокомандование ОВС НАТО в Европе (Бельгия) и Объединённое командование ОВС НАТО в Брюнсюме[англ.] (Нидерланды).

Также в структуре присутствует Батальон военной полиции Союзного корпуса быстрого реагирования (англ. Allied Rapid Reaction Corps Military Police Battalion, сокращённо ARRC MPBn.
Отдел расследования тяжких преступлений — подразделение по расследованию тяжких преступлений трёх родов войск, которое пришло на замену отделам специальных расследований. Находится в непосредственном ведении Министерства обороны Великобритании. Штаб — Балфорд-Кэмп.

### 1-я бригада военной полиции

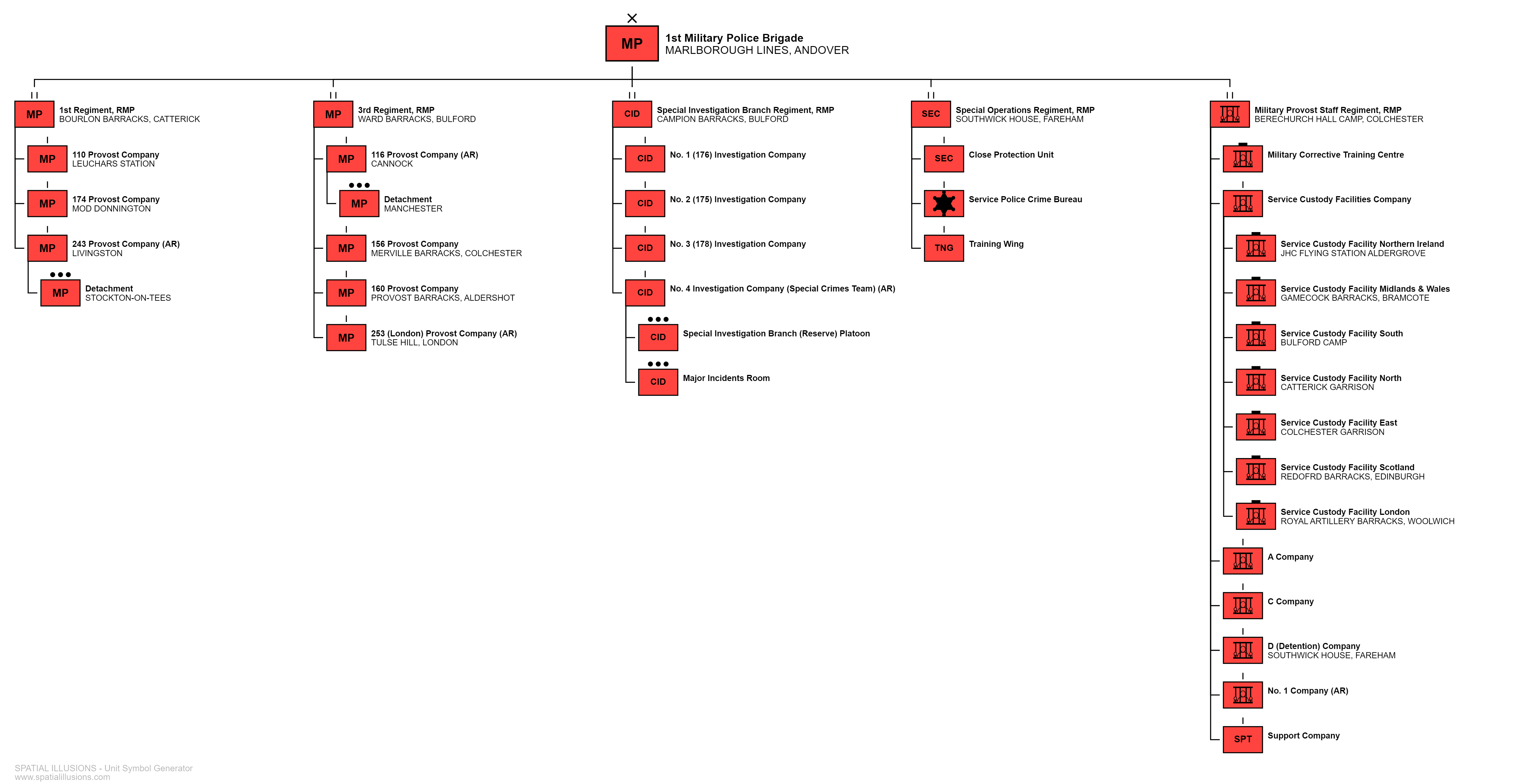
Организационно-штатная структура 1-й бригады военной полиции, 2023 год

156-я рота 3-го полка на учениях в 2019 году

1-я бригада военной полиции (англ. 1st Military Police Brigade). В ведении Регионального командования. Штаб — Андовер.
- Полк операций специалистов (англ. Specialist Operations Regiment) — Саутуик-Парк[англ.]
  - Бюро военной полиции по преступлениям (англ. Service Police Crime Bureau)
  - Отряд личной охраны (англ. Close Protection Unit), лагерь Лонгмур[англ.]
- 1-й полк[англ.] (англ. 1st Regiment, RMP)[29]
  - 110-я рота военной полиции (англ. 110 Provost Company) (Leuchars)
  - 150-я рота военной полиции (англ. 150 Provost Company) (Catterick Garrison)
  - 174-я рота военной полиции (англ. 174 Provost Company) (Donnington)
  - 116-я (резервная) рота военной полиции (англ. 116 Provost Company (Reserves)) (Cannock and Manchester)
  - 243-я (резервная) рота военной полиции (англ. 243 Provost Company (Reserves)) (Livingston and Stockton-on-Tees)
- 3-й полк (англ. 3rd Regiment, RMP)[29]
  - 156-я (десантно-штурмовая) рота военной полиции (англ. 156 Provost Company (Air Assault)) (Colchester). Поддерживает 16-й десантно-штурмовую бригаду
  - 158-я рота военной полиции (англ. 158 Provost Company) (Bulford)
  - 160-я рота военной полиции (англ. 160 Provost Company) (Aldershot Garrison)
  - 253-я (Лондонская) рота военной полиции (англ. 253 (London) Provost Company (Reserves)) (Tulse Hill, London)
- Подразделения военной полиции[англ.] (англ. Military Provost Staff) — гарнизон Колчестера[30]
  - Полковой штаб (англ. Regimental Headquarters) — лагерь Берчерч-Холл (англ. Berechurch Hall Camp)
  - Военный учебно-исправительный центр (англ. Military Corrective Training Centre) — гарнизон Колчестера
  - Штабная рота (англ. Headquarters Company)
  - Рота обслуживания исправительных учреждений (англ. SCF Company)
  - Рота задержания (англ. Detention Company)
  - 1-я (резервная) рота (англ. No. 1 Company (Reserves))

## В популярной культуре
- «Redcap» — драматический телесериал ABC[англ.] 1964—1996 годов с Джоном Тоу в главной роли (сержант, позже штаб-сержант, следователь Отдела специальных расследований Джон Манн)[31].
- «Солдат, солдат[англ.]» — военный телесериал 1991—1997 годов о вымышленном британском пехотном полке. Холли Эйрд сыграла роль капрала (позже сержанта) военной полиции Нэнси Торп (англ. Nancy Thorpe)[32][33].
- «Следователь» — фильм 1997 года с Хелен Баксендейл в главной роли. Посвящён расследованиям о нетрадиционных сексуальных отношениях в британской армии[34][35].
- «Красный берет[англ.]» — драматический телесериал Би-би-си 2003—2004 годов с Тэмзин Аутуэйт в главной роли (сержант Джо Макдонах, следователь Отдела специальных расследований)[36][37].
- «Реальные красные береты» (англ. The Real Redcaps) — документальный сериал 2003—2005 годов. В фильме рассказывалось о роли Королевской военной полиции во время войны в Персидском заливе, обучении бойцов в Чичестере, охране высокопоставленных лиц, работе следственных групп в Ираке, службе в Германии и курсах для заключённых в Колчестере, которыми руководили сотрудники личной охраны Королевской военной полиции[38].
- «7 секунд» — боевик 2005 года о похищении кейса с неизвестным содержимым. В фильме снялись Уэсли Снайпс в роли главаря банды Джека Таливера и Тэмзин Аутуэйт в роли сержанта Королевской военной полиции Келли Андерс[39].
- «Грань будущего» — фантастический фильм 2014 года. В фильме представлены сотрудники Военной полиции, охраняющие командный пост войск в Лондоне, носящие футуристическую нарукавную повязку с надписью MP и алые береты. В одном из фрагментов фильма полицейские преследуют майора Уильяма Кейджа (Том Круз), а один из бойцов военной полиции в экзоскелете разбивает его автомобиль и не даёт Кейджу сбежать[40].
- «Пропавший без вести» — драматический телесериал Би-би-си, в котором среди действующих лиц присутствовали сотрудники военной полиции. В частности, роль сержанта (позже штаб-сержанта) Королевской военной полиции исполнила Лора Фрейзер[41].
- «Последний пост» — драматический телесериал Би-би-си 2017 года о семьях сотрудников военной полиции в дни Аденского кризиса[42].
- «Страйк» — детективный телесериал Би-би-си, экранизация романов Роберта Гэлбрейта (псевдоним Джоан Роулинг) о частном детективе Корморане Блю Страйке. Страйк — сержант военной полиции, ветеран Отдела специальных расследований[англ.], который потерял ногу во время службы в Афганистане. Главную роль исполнил Том Бёрк[43].

## Комментарии
1. ↑  Прозвище носит презрительную коннотацию[1]
2. ↑  Встречается ошибочное утверждение, что цвет околыша на фуражках военнослужащих этой роты был белым. Полицейские Крыла дорожного движения не носили головные уборы во время службы, если только не прошли начальный курс подготовки, в соответствии с которым имели право носить те же головные уборы (красные береты или фуражки с красным околышем), что и военно-полицейское крыло.
3. ↑  С 6 апреля 1992 года командовал Королевской военной полицией уже в составе Адъютантского корпуса